# 色拉布
色拉布公司（英語：Snap Inc.；原名：Snapchat Inc.）是一家美國社交媒體公司，開發了Snapchat和智能眼鏡“Spectacles”。它由埃文·斯皮格尔和鲍比·墨菲創立於2011年9月16日，原名為“Snapchat Inc.”，2016年9月24日改現名。

## 中國大陸封鎖
依據GreatFire測試，其網站在中國大陸被當局的網路防火牆封鎖，使當地網友無法正常使用該網站。

## 外部連接
- 官方网站
- Current Shareholders
- SEC Filings （页面存档备份，存于）